# Eupelte
Eupelte es un género de hongos de la familia Asterinaceae (o Peltidiidae según otros taxónomos). Se desconoce la relación de esta familia con otros taxones relacionados y aun no se ha determinado el orden a que corresponde (incertae sedis).